# John Marshall Jones
John Marshall Jones est un acteur et réalisateur américain né le 17 août 1962 à Détroit, Michigan (États-Unis).

## Filmographie

### Cinéma
- 1985 : Screen Test : Italian Henchman
- 1987 : Good Morning, Vietnam : MP #2
- 1988 : Tapeheads : Hitman #2
- 1989 : Outrages (Casualties of War) : MP
- 1989 : Welcome Home : Dwayne
- 1990 : Les Fous de la pub (Crazy People) : Montesque
- 1990 : Filofax (Taking Care of Business) d'Arthur Hiller : LeBradford Brown
- 1991 : Le Docteur (The Doctor) de Randa Haines : Anthony
- 1992 : Les blancs ne savent pas sauter (White Men Can't Jump) : Walter
- 1994 : Floundering : Bodyguard
- 1996 : The Sand Angels (vidéo)
- 1996 : Sergent Bilko (Sgt. Bilko) : Sgt. Henshaw
- 1997 : Fou d'elle (She's So Lovely) : Leonard
- 1997 : Les Ailes de l'enfer (Con Air) : Gator
- 2002 : Magic Baskets (Like Mike) : NBA player
- 2003 : Sex and the Green Card : Silas
- 2006 : Fifty Pills : Housing Manager

### Télévision
- 1991 : Deception: A Mother's Secret (TV)
- 1993 : Joe's Life (série télévisée) : Ray Wharton (unknown episodes)
- 1994 : Out of Darkness (TV)
- 1995 : A Dangerous Affair (en) (TV) : Det. Webber
- 1997-1999 : Le Petit Malin (Smart Guy) (série télévisée) : Floyd Henderson
- 1998 : La Nouvelle arche (Noah) (TV) : Ernie
- 2001 : Bailey's Mistake (TV) : Tyler
- 2002 : John Doe (TV)
- 2005 : Untitled Oakley & Weinstein Project (TV)
- 2006 : Saison 2 de Bones (TV) : "Joe Noland"
- 2009 - 2013 : The Troop : Mr. Stockley
- 2007 : Dexter : Curtis (saison 2, épisode 4) (TV)
- 2011 : Saison 11 de Bones (TV) : "Gary Lempke"
- 2012 : Glee (saison 3, épisode 12) (TV)
- 2016 - 2018 : Shooter : Sheriff Brown
- 2017 : The Fosters (saison 4, épisode 11) (TV)
- 2018 : S.W.A.T. (saison 1,) (TV)
- 2019 : The Morning Show (TV) : "Noah" (1 épisode)
- 2024 : Code Quantum : Davidson Best (1 épisode)

### Comme réalisateur
- 2003 : Sex and the Green Card